# Fritz und Friederike
Fritz und Friederike ist eine deutsche Filmkomödie von Géza von Bolváry aus dem Jahr 1952. In der Form eines Militärschwanks deutet sie wie andere bundesdeutsche Produktionen der 1950er Jahre das Ideal einer sehr emanzipierten Frau komödiantisch an und endet schließlich doch in einem traditionellen Happy End. 

## Handlung
Mönchheim, Besitzer einer Reitschule, hat sein Mündel Friederike nach streng männlichen Normen zu einem „Fritz“ erziehen lassen. Dieser weibliche Fritz kann reiten, fechten, fluchen und trinken. Er gewinnt sogar ein Jagdrennen gegen den Kavallerieoffizier Henry de Voss.
Schweren Herzens wird Friederike von ihrem Onkel dann in ein Mädcheninternat geschickt. Dort stiftet sie allerhand Verwirrung und flieht daraus als Junge verkleidet. Sie schmuggelt sich in eine Kaserne der operettenhaften Sonn-Schein-Armee ein, die unter anderem mit individueller Damenbedienung ausgestattet ist. Dort trifft sie ihren Turniergegner wieder, der sich in sie verliebt, als er sie zufällig in Frauenkleidern antrifft. Er durchschaut ihr Spiel und bringt sie in eine Reihe verfänglicher Situationen. So entdeckt Friederike doch noch ihre weibliche Seite, so dass ihr Geliebter sie ganz für sich gewinnen kann.

## Produktionsnotizen
Der Film, der auf eine Idee von Produzent Friedrich A. Mainz zurückgeht, entstand im Atelier Wiesbaden mit Außenaufnahmen von Wiesbaden und aus dem Rheingau. Die Bauten schufen Alfred Bütow und Heinrich Beisenherz, die Produktionsleitung lag in den Händen von Heinrich Jonen und Viktor von Struve. Die Uraufführung erfolgte am 25. September 1952 im Europa-Filmpalast in Frankfurt am Main.

## Kritiken
„Aktualisierte Variante eines alten Militärschwanks, die trotz parodistischer Andeutungen besonders blaß ausfällt, weil sie keinerlei Bezug zur Wirklichkeit hat.“